# Municipio de Lawndale
El municipio de Lawndale (en inglés: Lawndale Township) es un municipio ubicado en el condado de McLean en el estado estadounidense de Illinois. En el año 2010 tenía una población de 158 habitantes y una densidad poblacional de 1,53 personas por km².

## Geografía
El municipio de Lawndale se encuentra ubicado en las coordenadas 40°37′14″N 88°37′34″O / 40.62056, -88.62611. Según la Oficina del Censo de los Estados Unidos, el municipio tiene una superficie total de 102.95 km², de la cual 102,92 km² corresponden a tierra firme y (0,03 %) 0,03 km² es agua.

## Demografía
Según el censo de 2010, había 158 personas residiendo en el municipio de Lawndale. La densidad de población era de 1,53 hab./km². De los 158 habitantes, el municipio de Lawndale estaba compuesto por el 98,1 % blancos, el 0,63 % eran asiáticos y el 1,27 % eran de una mezcla de razas. Del total de la población el 0 % eran hispanos o latinos de cualquier raza.